# Exalloniscus papillosus
Exalloniscus papillosus är en kräftdjursart som först beskrevs av Gustav Budde-Lund 1912.  Exalloniscus papillosus ingår i släktet Exalloniscus och familjen Oniscidae. Inga underarter finns listade i Catalogue of Life.